# 江村理紗
江村 理紗（えむら りさ、1985年〈昭和60年〉10月25日 - ）は、日本の政治家。京都市会議員（4期）、地域政党京都党代表。

## 経歴
京都府京都市出身。嵯峨野保育園、京都市立嵐山小学校、京都市立嵯峨中学校と進学し、京都府立北嵯峨高等学校に入学する。
高校卒業後は、同志社大学政策学部に第一期生として入学。在学中、京都市議の村山祥栄のもとで議員インターンシップを行っていた。その活動の中で、京都市の財政難や職員不祥事など多くの課題を目の当たりにしてきたという。
大学卒業後は、東京の商社である株式会社ミスミに就職する。会社員時代には商品開発を担当しており、2年目に自身が開発した商品には江村のイニシャルが品番に付された。

### 政界入り
2010年（平成22年）、村山より新党結成のメンバーに誘われる。江村も当初は「秘書ならいいですよ」と応じていたが、村山の熱意に押されて京都党の結党メンバーの一人となった。
2011年（平成23年）4月に行われた統一地方選挙において、京都市会議員選挙に立候補した。当初は選挙資金不足で泡沫候補とみなされていたものの、右京区選挙区にて7,863票を得て初当選を果たした。当選時の年齢は25歳6ヶ月であり、立候補者のなかで最年少だった。
2015年（平成27年）4月に行われた統一地方選挙にて5,474票を得て、二選を果たす。

### 党代表として
2016年（平成28年）2月に行われた京都市長選挙では、独自候補を擁立することを党幹事長として模索していた。しかし、党首の村山が立候補することで議席数が減り、交渉会派としての立場を失う懸念があったため、これは断念することとなった。村山が京都市長選の不出馬など一連の騒動により代表を辞任したことを受けて、2016年2月に江村が無投票にて京都党新代表に選ばれる。その後、同年8月に行われた党大会では村山の代表復帰が決議され、江村は副代表兼幹事長に復した。
2019年（平成31年）4月に行われた統一地方選挙で8196票を得て、三選を果たした。
2020年（令和2年）2月に行われた京都市長選挙に村山が無所属として出馬するにあたり離党したため、党代表が空席のまま副代表として党運営に注力していた。同年8月7日投票の代表選挙において、江村が党代表に選出された。
2023年（令和5年）4月に行われた統一地方選挙で8566票を得て、四選を果たした。

## 政策・主張
- 政治面での自身の姿勢は保守的であるとしている[14]。
- 政策立案は「草の根型」の行動を重視しており、結党時に行った議員定数を減らす直接請求では朝から晩まで署名活動に奔走していたという[14]。

### マニフェスト大賞の受賞
2019年（平成31年）11月、村山と連名で第14回マニフェスト大賞における優秀政策提案賞を受賞した。受賞した政策提案の内容の骨子としては、市民コストゼロで市営地下鉄の新型環状線の整備構想を発表しており、水道シールド工事の技法を応用した小口径と改札口等を排除した究極に簡素化された駅舎や、新技術を駆使した電気の無人自動運転型シャトルの活用などで導入コストを削減しつつ、民間との共同出資と返済原資に宿泊税を充てることで市民コストをゼロで導入するとのものだった。

## 人物
2022年に第一子を出産。